# دانيال نيونان
دانيال نيونان (بالإنجليزية: Daniel Newnan)‏ (و. 1780 – 1851 م) هو سياسي من الولايات المتحدة الأمريكية .
وهو عضو في الحزب الديمقراطي الأمريكي .